# Anderbergia
Anderbergia B. Nord. – rodzaj roślin z rodziny astrowatych (Asteraceae). Obejmuje 6 gatunków. 

## Systematyka
Pozycja według APweb (aktualizowany system APG III z 2009)
Jeden z rodzajów plemienia Gnaphalieae z podrodziny Asteroideae w obrębie rodziny astrowatych (Asteraceae) z rzędu astrowców (Asterales) należącego do dwuliściennych właściwych.
Wykaz gatunków
- Anderbergia elsiae B.Nord.
- Anderbergia epaleata (Hilliard & B.L.Burtt) B.Nord.
- Anderbergia fallax B.Nord.
- Anderbergia rooibergensis B.Nord.
- Anderbergia ustulata B.Nord.
- Anderbergia vlokii (Hilliard) B.Nord.